# Polycelis sabussowi
Polycelis sabussowi is een platworm (Platyhelminthes). De worm is tweeslachtig. De soort leeft in zoetwater.

## Naamgeving
De platworm behoort tot de familie Planariidae. De wetenschappelijke naam van de soort werd, als Sorocelis sabussowi, voor het eerst geldig gepubliceerd in 1911 door Seidl.

### Synoniemen
- Sorocelis gracilis Seidl, 1911[2]
  - Polycelis gracilis (Seidl, 1911)
  - Seidlia gracilis (Seidl, 1911)
- Sorocelis lactea Seidl, 1911
  - Polycelis lactea (Seidl. 1911)
  - Seidlia lactea (Seidl, 1911)
- Sorocelis stummeri Seidl, 1911
  - Polycelis stummeri (Seidl. 1911)
  - Seidlia stummeri (Seidl, 1911)